# Lathyarcha inornata
Lathyarcha inornata là một loài nhện trong họ Desidae.
Loài này thuộc chi Lathyarcha. Lathyarcha inornata được miêu tả năm 1872 bởi Ludwig Carl Christian Koch.